# Hoàng tử và ngôi sao Hôm (phim)
Hoàng tử và ngôi sao Hôm (tiếng Czech: Princ a Večernice, Prin-xơ a Vơ-chơ-rơ-ni-xê) là một bộ phim thần tiên - cổ tích Tiệp Khắc.
Truyện phim lấy ý tưởng từ câu chuyện Chuyện Mặt Trời, Mặt Trăng và Gió của nữ văn sĩ Božena Němcová và nhà văn Karel Jaromír Erben.

## Nội dung
Hoàng tử Velen có 3 cô chị - Helenka, Elenka và Lenka. Họ trở thành vợ của ba anh em, ba vị vua hùng mạnh - Mặt Trăng, Mặt trời và Gió. Còn Velen thì lại yêu Sao Hôm - em gái của 3 vị vua kia. Velen phải vượt qua những khó khăn thử thách do Mặt Trăng, Mặt trời và Gió đặt ra, mà không có phép thần nào giúp được, hoàng tử phải tự vượt qua bằng sức mình. Ngoài ra còn một lão phù thủy độc ác nữa...

## Diễn viên
- Vladimír Menšík - nhà vua

- Juraj Ďurdiak - Hoàng tử Velen
- Libuše Šafránková - Večernice
- Radoslav Brzobohatý - čaroděj Mrakomor
- František Filipovský - šašek Kacafírek
- Julie Jurištová - Công chúa Helenka
- Zlata Adamovská - Công chúa Elenka
- Ivana Andrlová - Công chúa Lenka
- Oldřich Táborský - Větrník
- Alexej Okuněv - Měsíčník
- Petr Svoboda - Slunečník
- Čestmír Řanda - hostinský
- Vladimír Krška - měšťan Dobromil
- Rudolf Jelínek - rytíř Čestmír
- Václav Lohniský - vysloužilec
- Jiří Lír - žebrák
- Karel Augusta - žebrák
- Ladislav Trojan - čeledín
- Viktor Maurer - čeledín
- Ladislav Brothánek - role neurčena
- Miloš Vavruška - role neurčena

## Ê-kíp
- Âm nhạc: [[::cs::Svatopluk Havelka|Svatopluk Havelka]]
- Dựng ảnh: Josef Illík
- Dựng phim: Jaromír Janácek,Jaroslav Pour
- Thiết kế sản xuất: Milan Nejedlý
- Đạo cụ: Theodor Pistek
- Thiết kế phục trang: Karel Vanásek
- Hóa trang: [[::cs::František Malec|František Malec]]
- Chỉ đạo sản xuất: Jirí Krejcí